# Força Nacional - Nova Monarquia
O Força Nacional - Nova Monarquia foi um partido criado como alternativa ao Partido Popular Monárquico na promoção da restauração da Monarquia em Portugal, surgindo no ano de 1983. Marcadamente antiparlamentarista, defendia que o monarca não deveria ser meramente um símbolo e que se devia aplicar este regime aos moldes portugueses e não aos moldes constitucionalistas estrangeiros.
Em 1989, com uma nova liderança, tenta afastar-se do rotulo de extrema-direita que lhe era imputado pelas suas características tendencialmente tradicionalistas.

## Ideais
- Instituição de uma comunidade de países de idioma português[2]
- Atribuição da dupla-cidadania a todos os cabo-verdianos e negros que lutaram por Portugal no ultramar.[2]
- Criação de uma câmara alta para minorar os efeitos partidários.[2]
- Listas uninominais.[2]
- Defesa do Serviço Militar Obrigatório.[2]
- Fiscalização do estado em setores coletivos (ensino, saúde, águas, energia, planeamento urbano.[2]
- Oposição à terciarização e às PPPs.[2]